# Winthemia mima
Winthemia mima là một loài ruồi trong họ Tachinidae.